# Wischbek
El Wischbek és el segon afluent del riu Alster a Alemanya. Neix al municipi de Kisdorf al districte de Segeberg. Desemboca a l'Alster a Henstedt, un nucli de Henstedt-Ulzburg.
De vegades se'l menciona com un riu-font de l'Alster. Wilhelm Melhop el descriu com «molt rectificat i més aviat transformat en un canal de desguàs, […] sovint sec a l'estiu». Alimenta una discussió apòrica entre pèrits si és, o no és, la «veritable font» de l'Alster.
Wischbek també és el nom d'un afluent del Bünzau, un afluent del Stör.

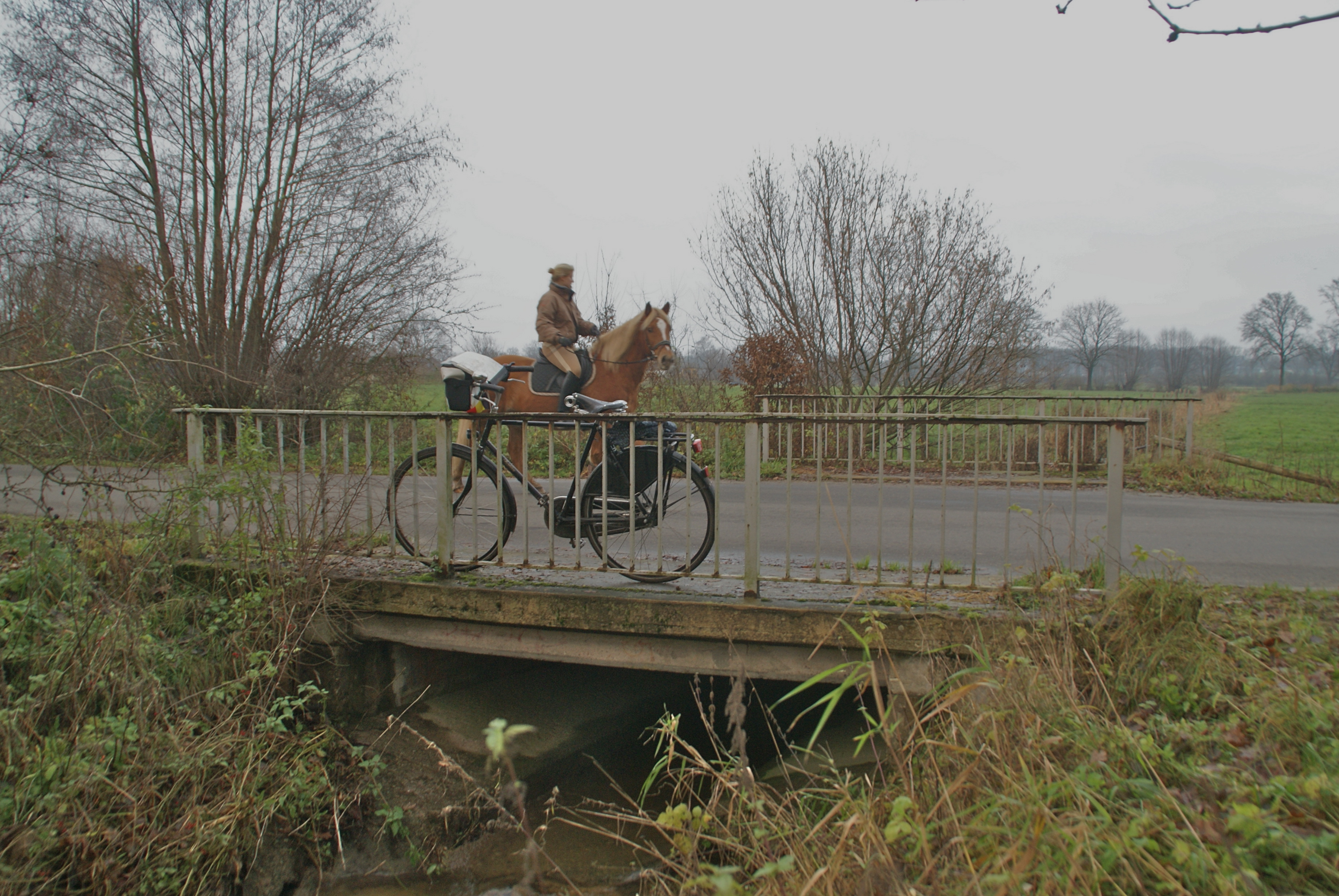
Pont al carrer Wohldweg a Henstedt
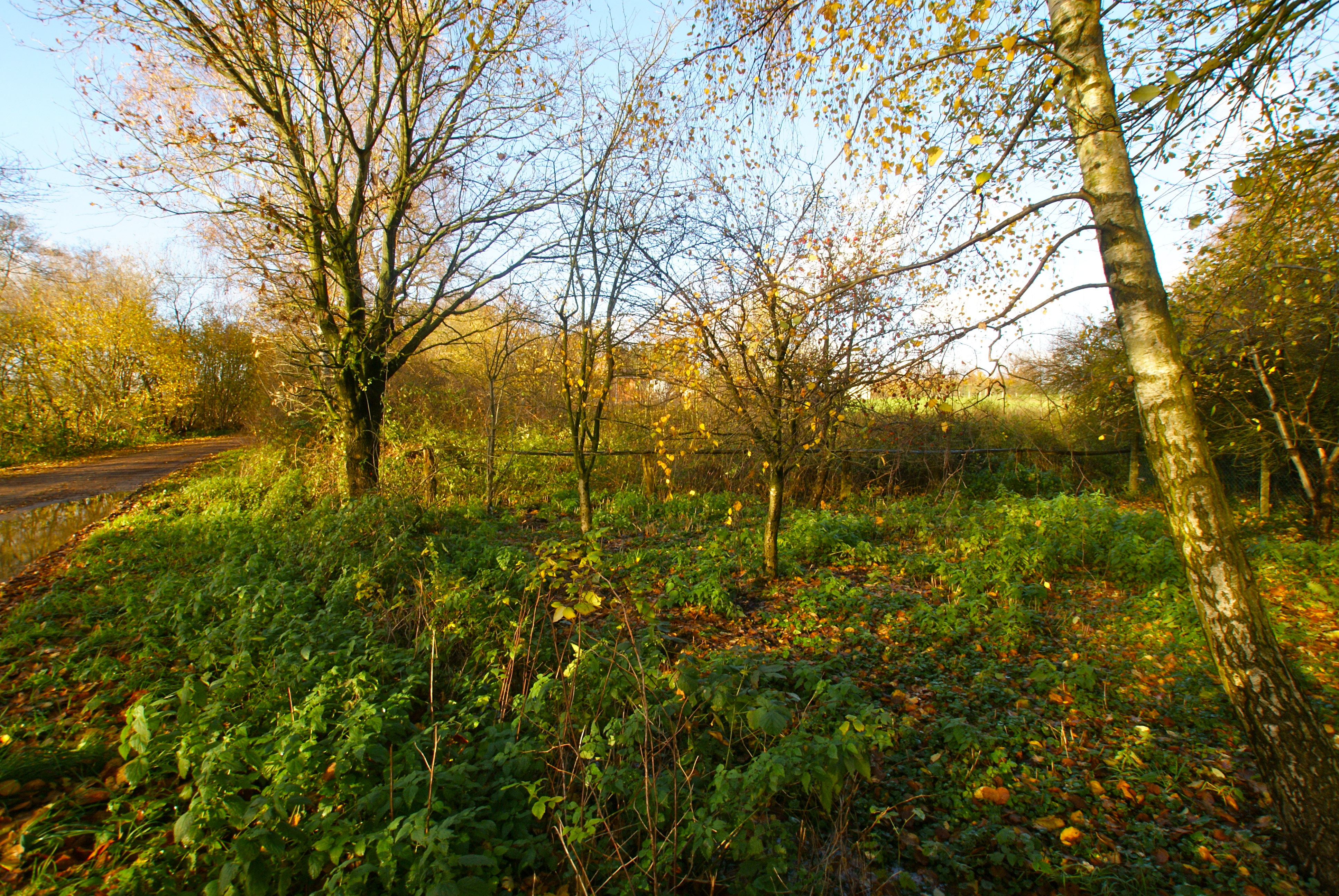
L'aiguamoll font al nucli Auf der Regel a Kisdorf
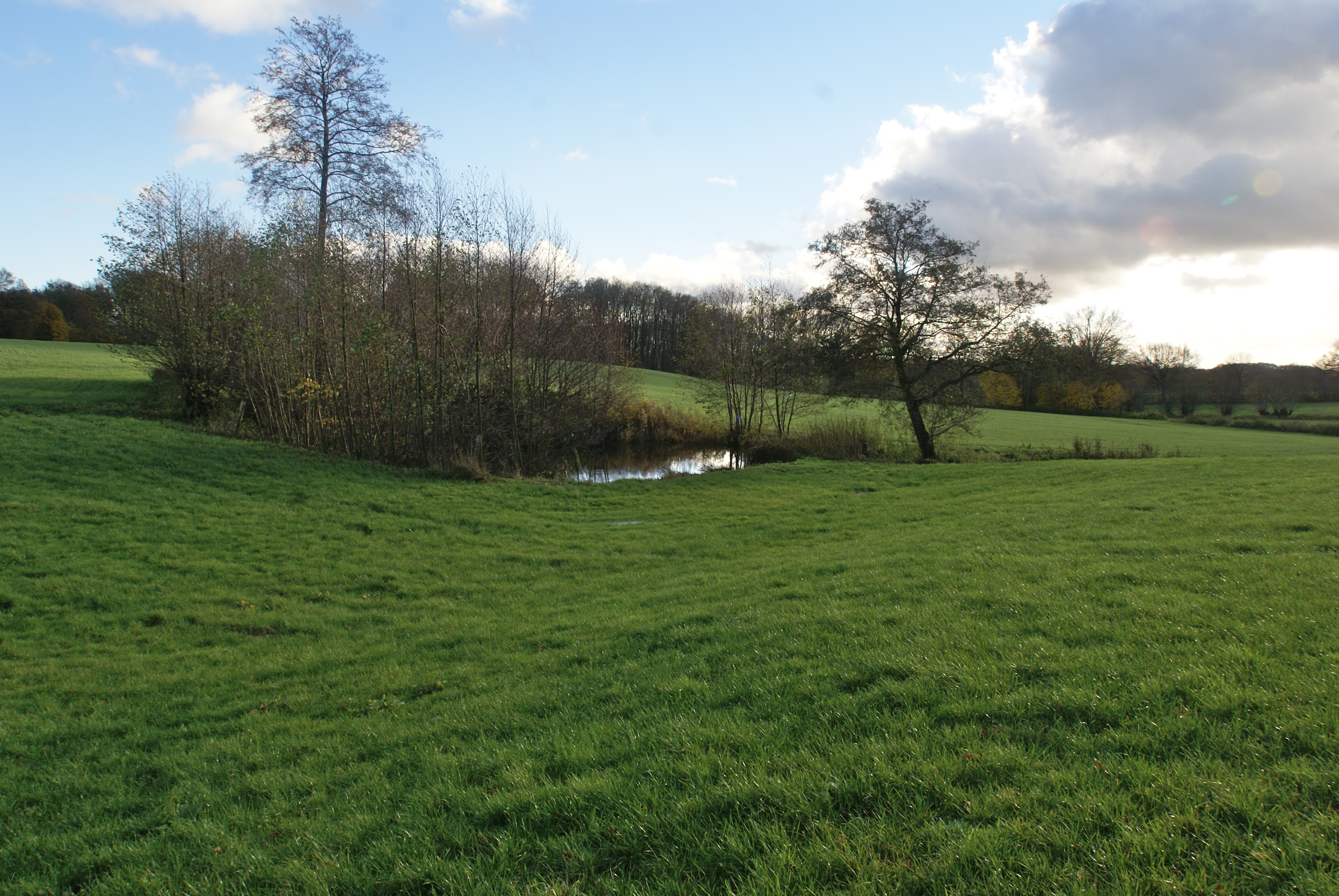
Estany a la vall del Wischbek
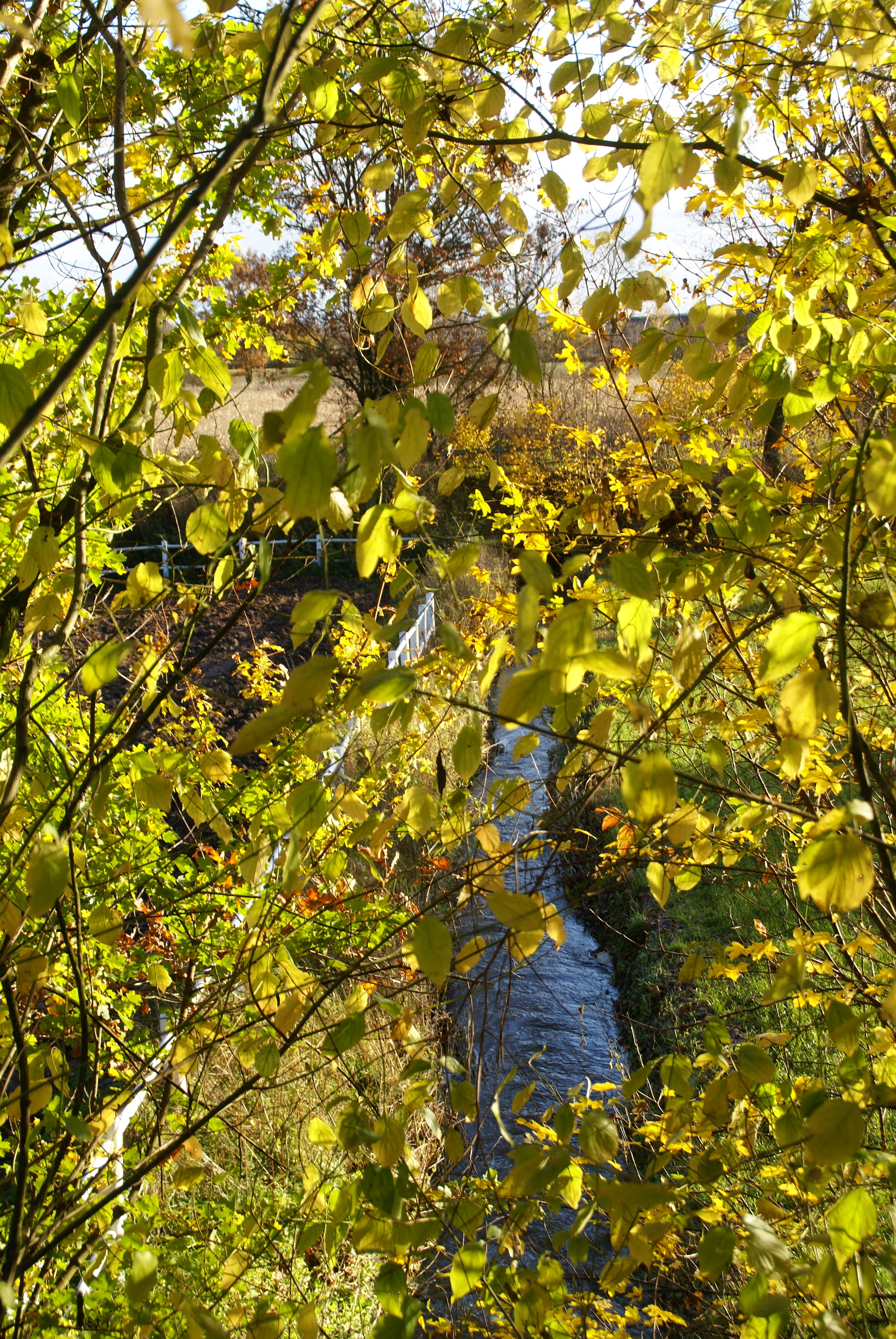
El riu en creuar el carrer Götzberger Straße a Henstedt
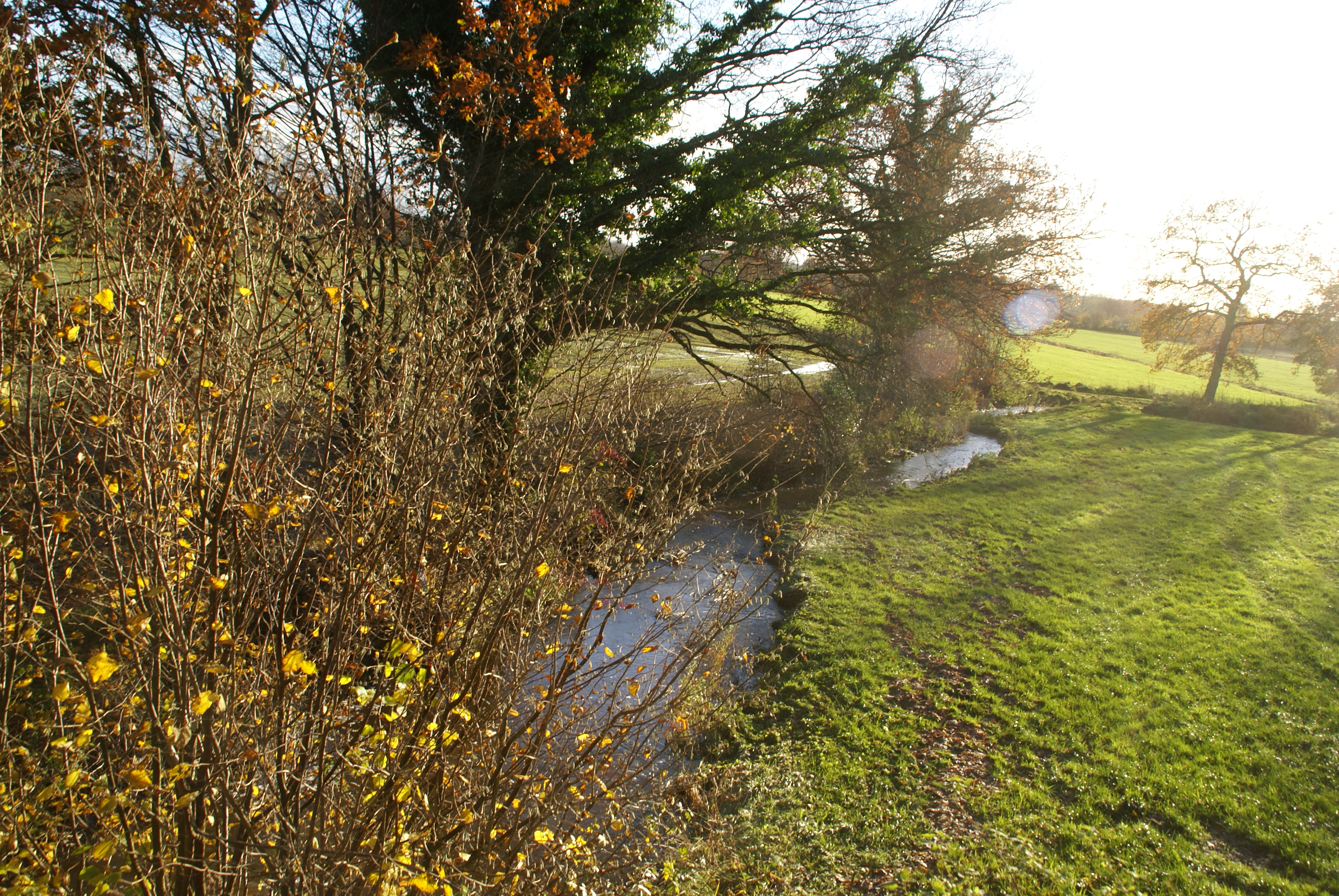
El Wischbek vist des del sender construït a l'antic ferrocarril d'Henstedt a Bad Oldesloe